# Hilding Werner

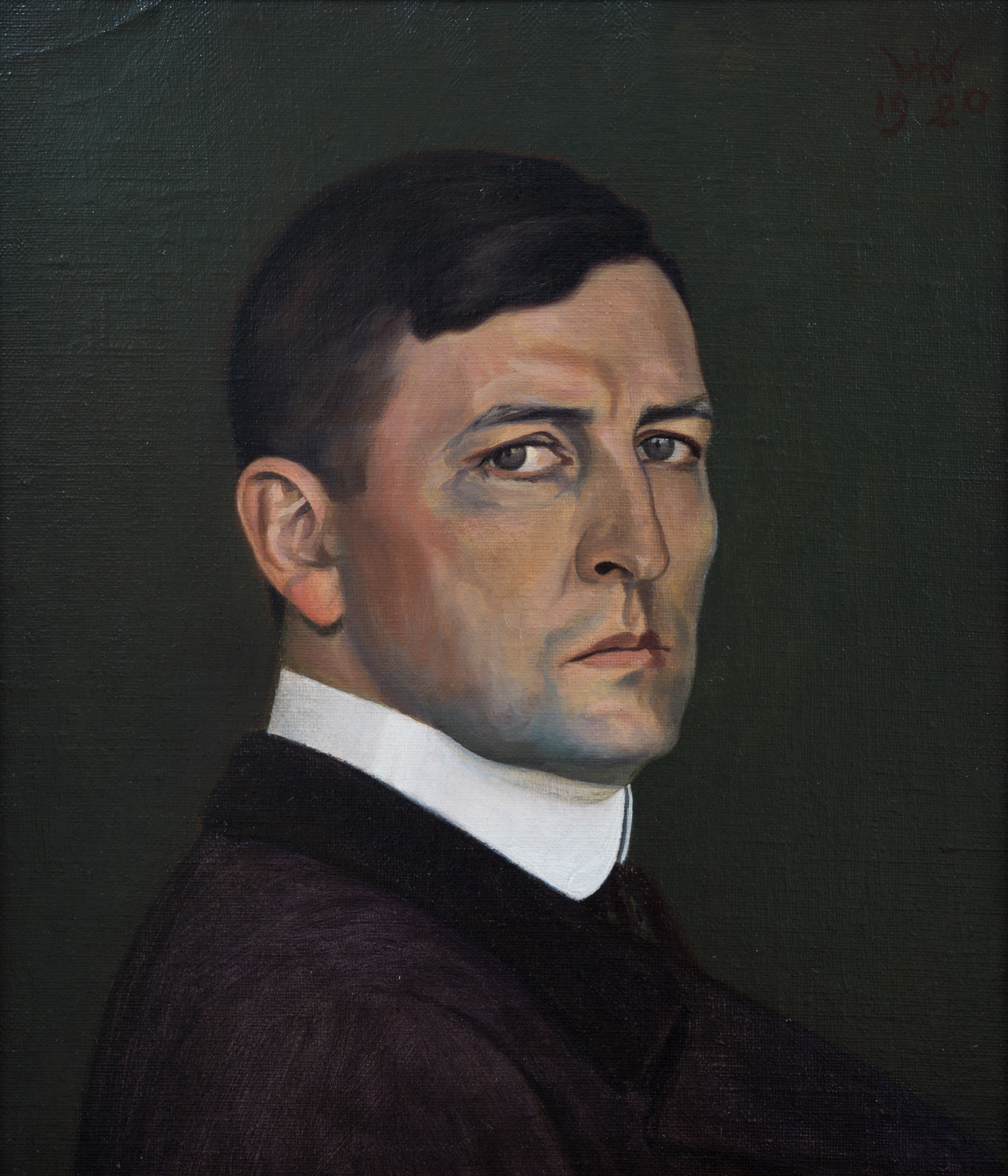
Självporträtt, 1920

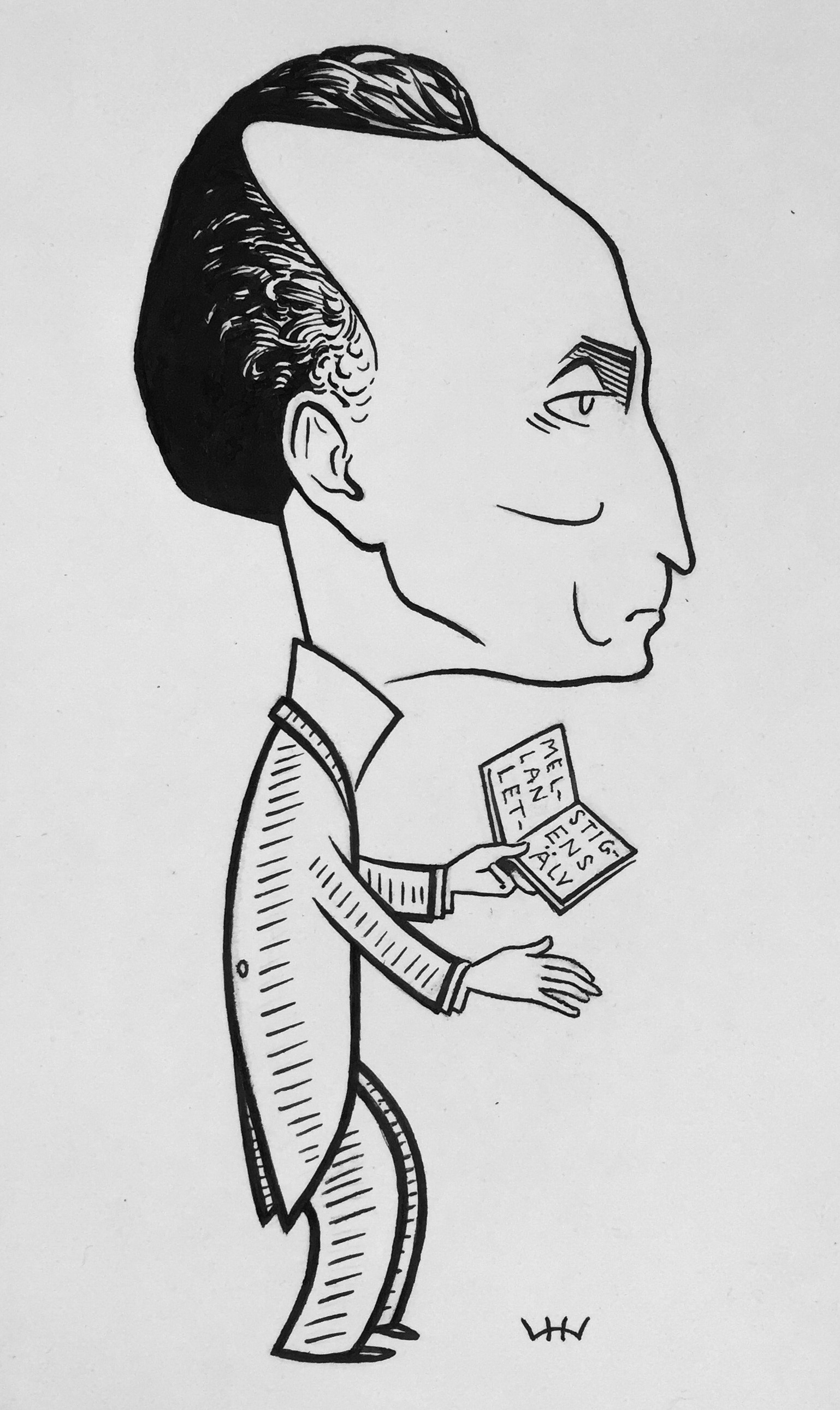
Rektor Valdemar Dahlgren tecknad av Hilding Werner.

Hilding Werner, född 10 augusti 1880 på Kårud i Millesviks socken, Värmland, död 26 augusti 1944 i Stavnäs socken, var en svensk målare och tecknare.
Han var son till godsägaren Anders Andersson och Inga Maria Johannesdotter. Efter avslutad skolgång vid Karlstads läroverk studerade Werner vid Caleb Althins målarskola i Stockholm 1899 och skaffade sig samtidigt sidoinkomster som karikatyrtecknare i tidningen Nya Nisse. Genom sin kamrat Bror Lindh blev han bekant med Richard Bergh och den bekantskapen ledde till att Werner fick delta i Konstnärsförbundets andra målarskola 1900–1901. Han gjorde 1905 sin enda studieresa till Nederländerna. Han slog sig ner i Hammartjärnet i Stömne 1907 och där inrättade han en ateljé. Under de första åren behöll han kontakten med kamraterna i målargruppen De Frie och medverkade i deras utställningar. Han deltog även i samlingsutställningar med Värmlands konstförening, Konstnärsförbundet, i Norrköping, Lund, och Arvika. Han genomförde inte någon separatutställning under sin levnad men Värmlands museum arrangerade en minnesutställning 1946 där man kunde få en överblick av hans konst.
Vid återkomsten till Värmland 1907 kom han i kontakt med Gustaf Fjæstad och Werner tog då intryck av Fjæstad romantiska och realistiska landskapsbilder. Han gjorde tillsammans med Fjæstad och Bror Lindh en båtresa 1912 till Otto Hesselbom i Säffle och där blev han så starkt påverkad av Hesselboms måleri att det kom att styra hans kommande produktion.
Han var en av initiativtagarna till Värmlands konstnärsförbund. Värmlands museum genomförde 2015 en specialutställning med Werners satirteckningar.
Han konst består av porträtt, romantiskt skildrat landskapsmåleri från Värmland och karikatyrteckningar. Werner är representerad vid Värmlands museum.

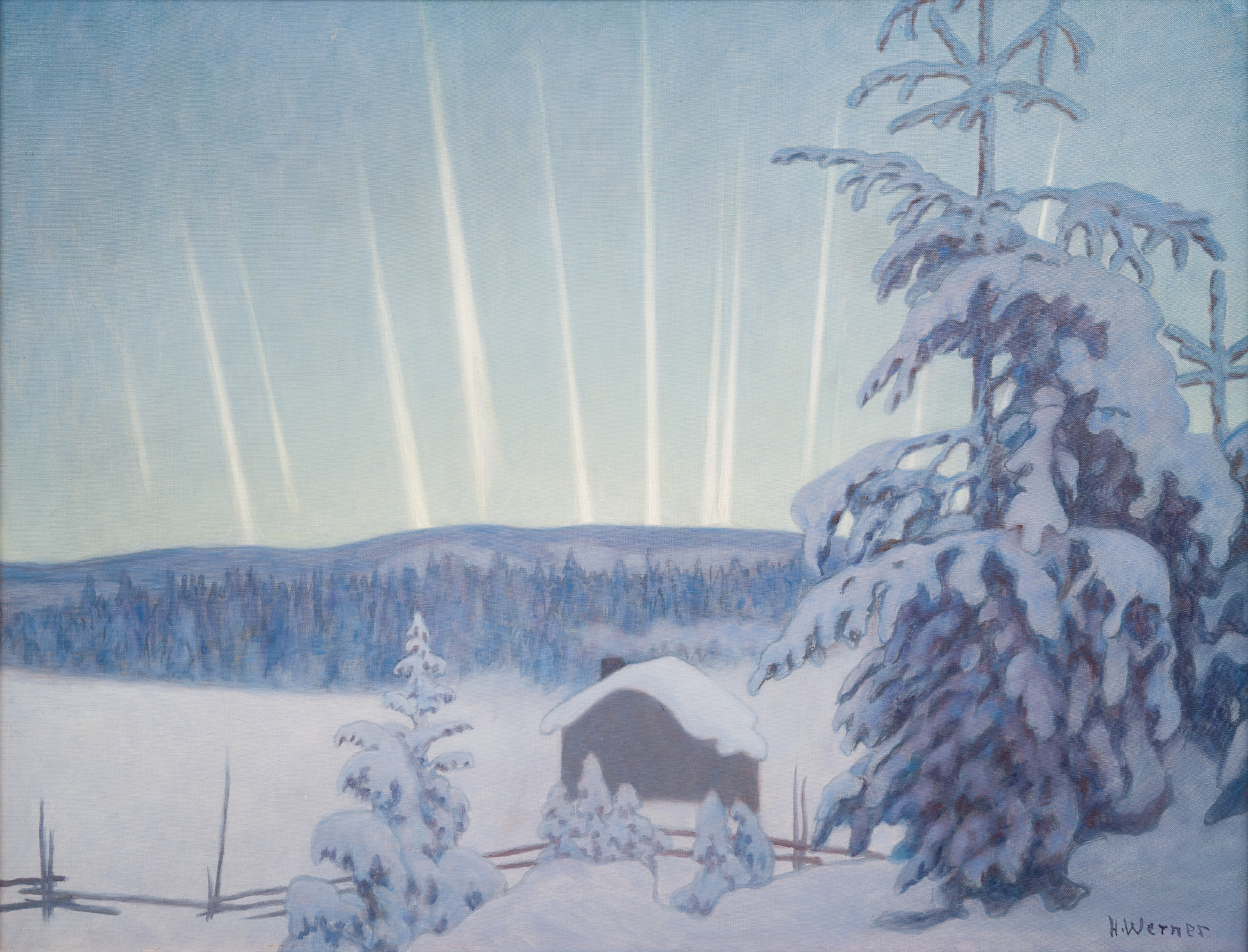
Norrsken
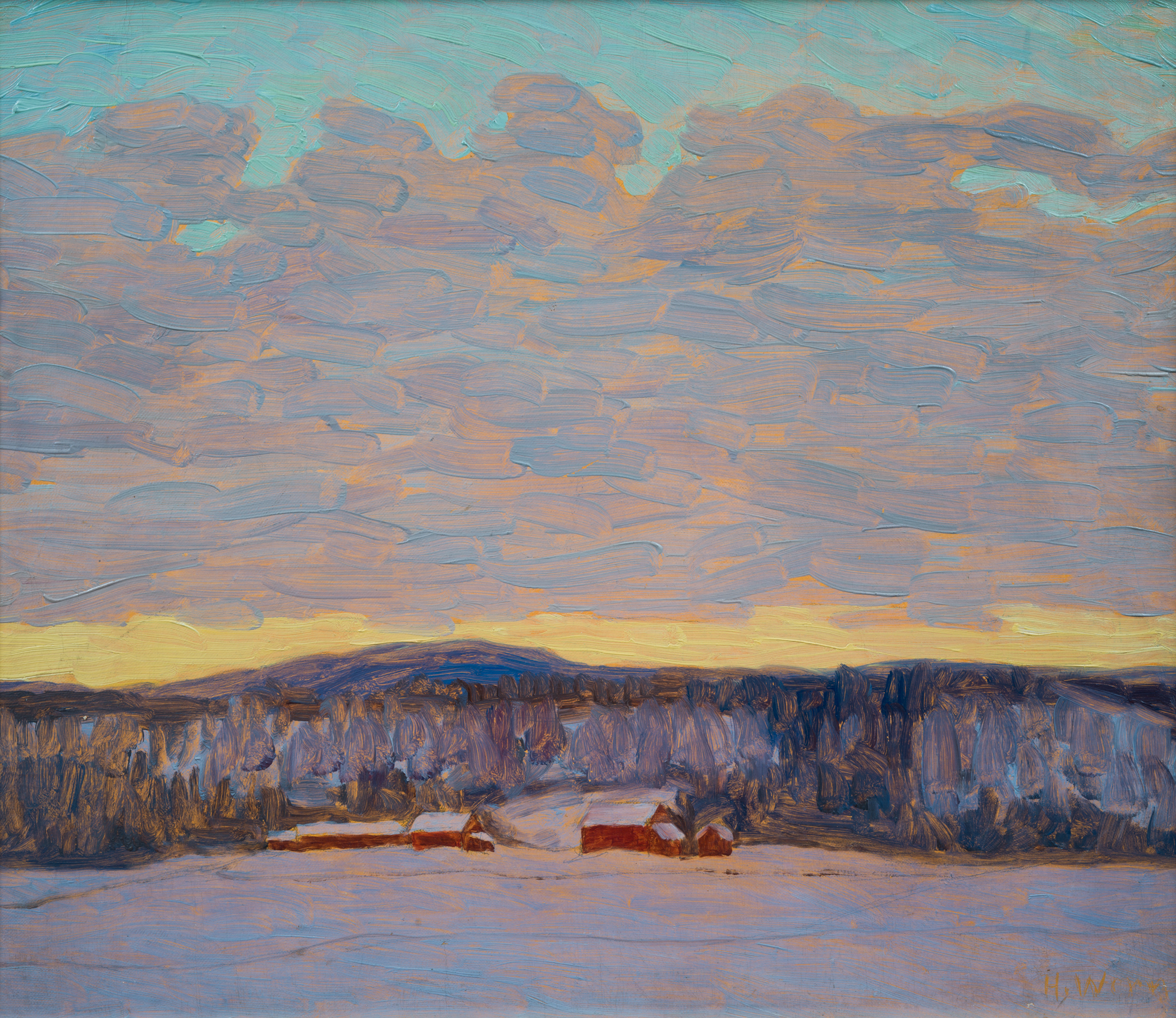
Värmländskt landskap
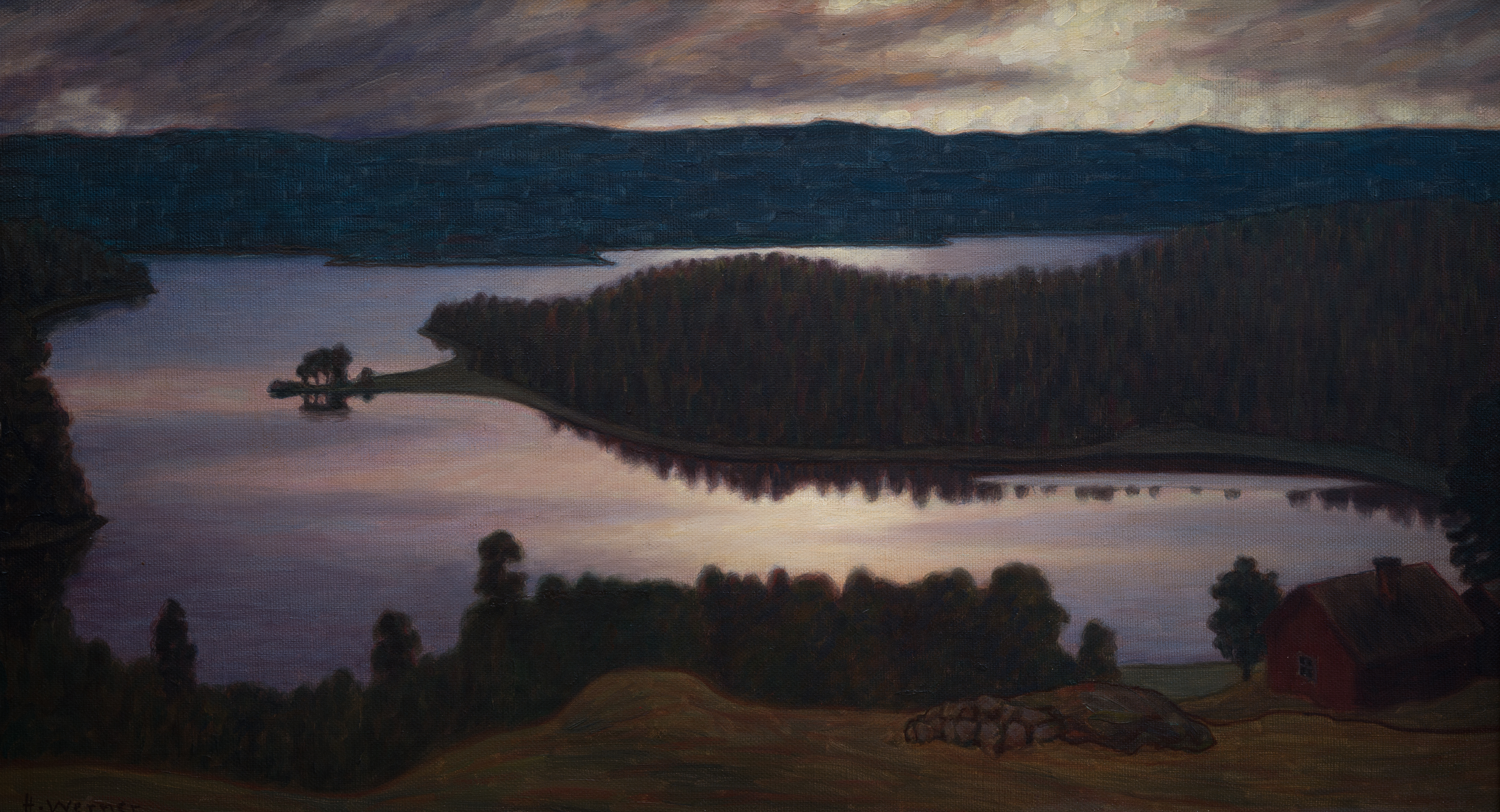
Månljus över Krokvattnet (Glafsfjorden)
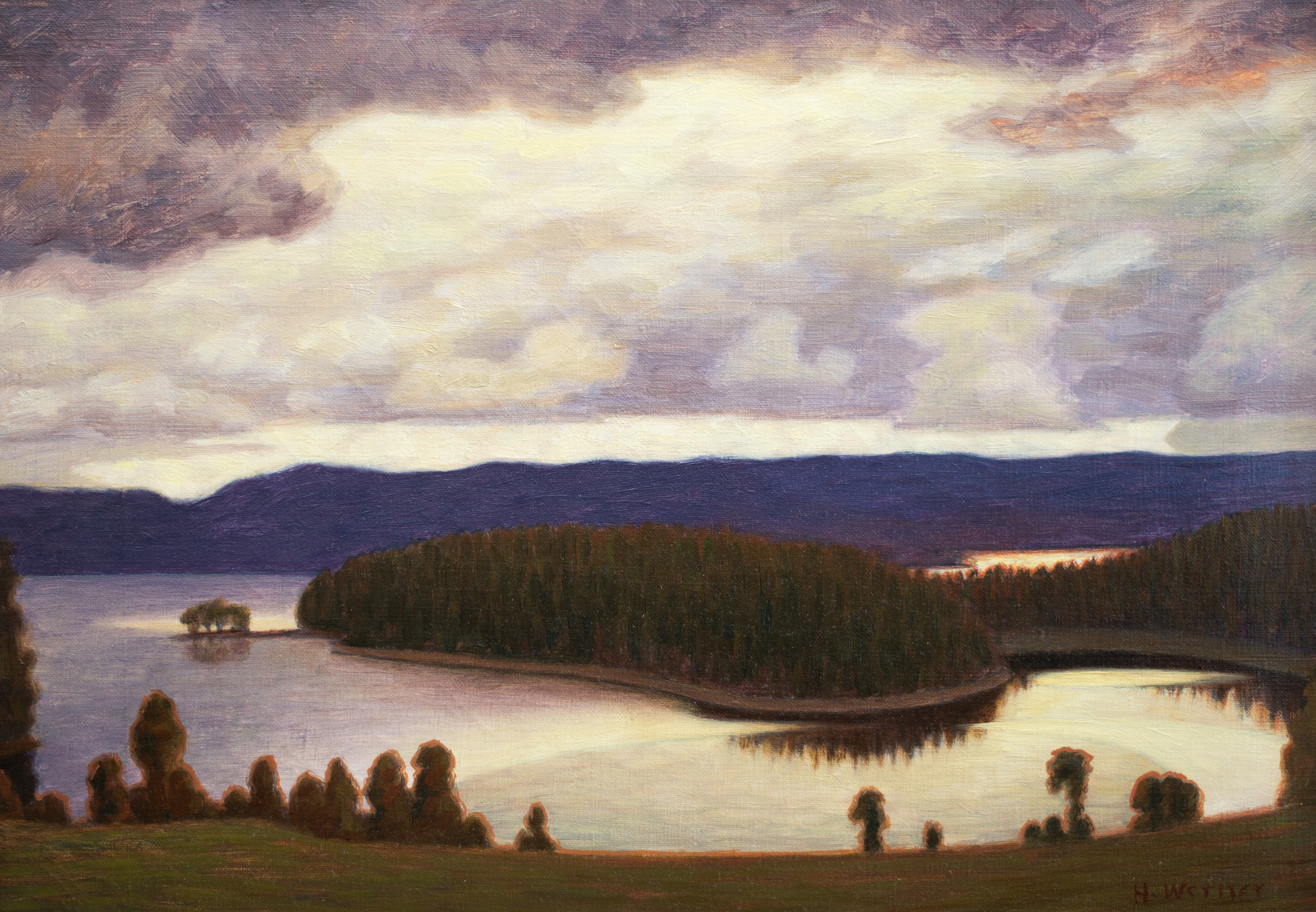
Landskapsvy från Värmland (Glafsfjorden?)
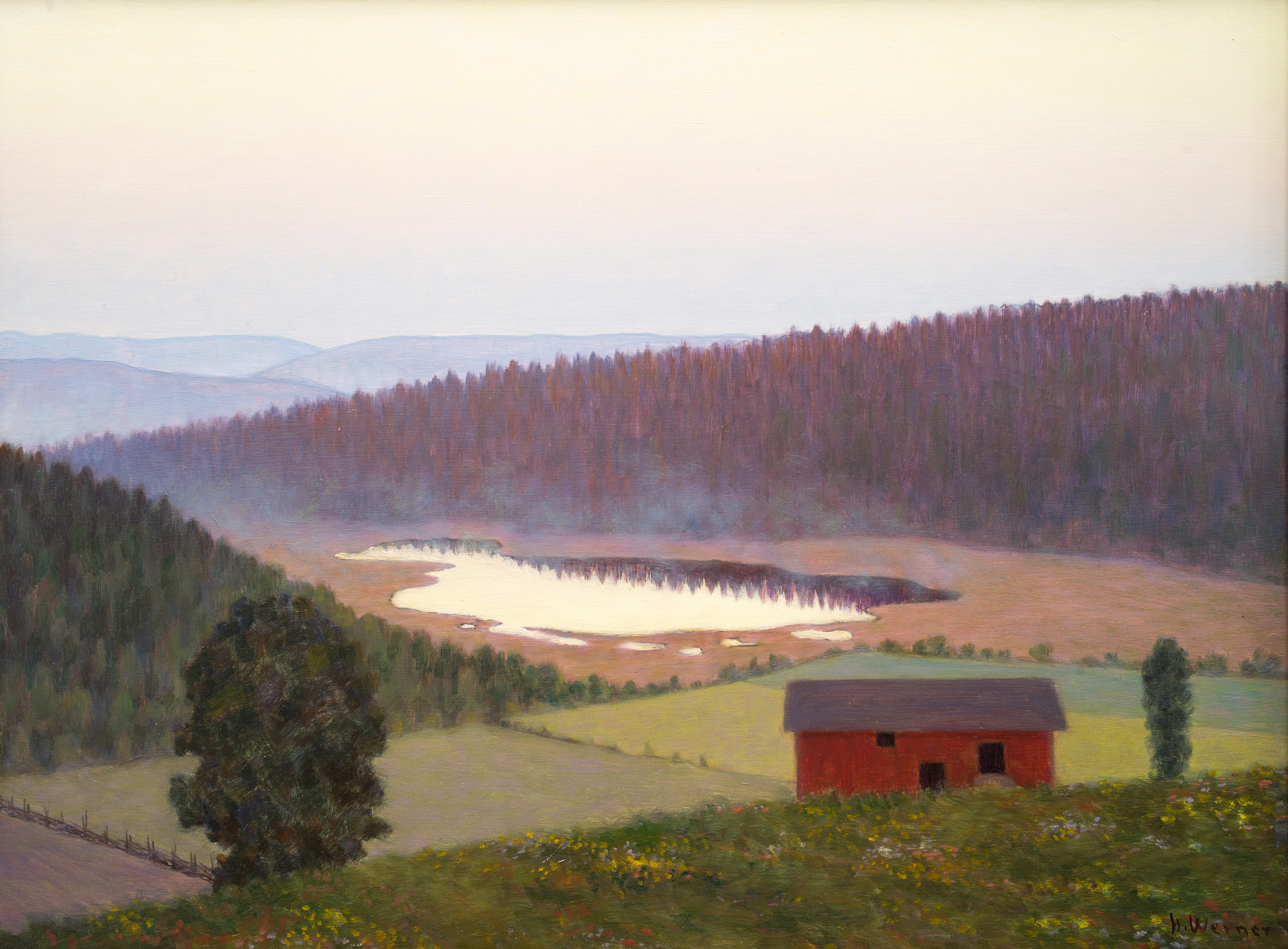
Landskapsmotiv från Värmland med röd lada
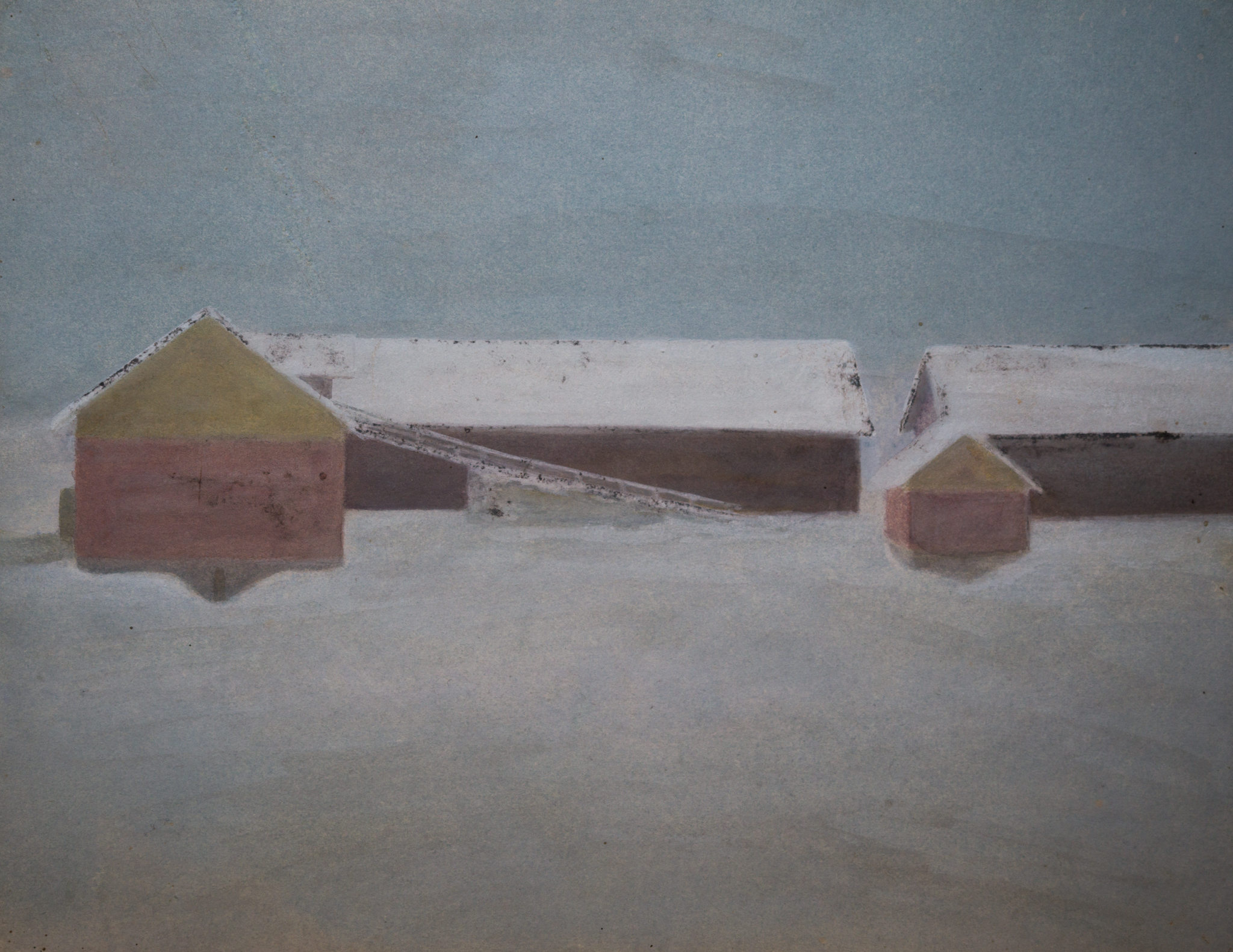
Lador, Ruds säteri, 1900